# Ботсвана Дифенс Форс XI
Ботсвана Дифенс Форс XI (англ. Botswana Defence Force XI Football Club) — ботсванский футбольный клуб из города Габороне. Единственный футбольный клуб Ботсваны, который ни разу не выбывал из Премьер-лиги. Выступает в премьер-лиге Ботсваны. 9-кратный участник Лиги Чемпионов КАФ.

## История
Футбольный клуб «Ботсвана Дифенс Форс XI» был образован в 1978 году, через год после создания Сил обороны Ботсваны в 1977 году. Команда была сформирована из игроков полицейской команды Ботсваны «Полис Мобайл Юнит», этот процесс длился с 1977 по 1978 года. Среди других болельщиков команды, были и фанаты среди государственных служащих, в том числе бывшие отставные офицеры, такие как генерал-майора Б. К. Оитсиле, полковник Ф.Катце и бывший полковник Ф. Уэбб и многие другие.
БДФ XI базируется в городе Могодичане в области Квененг. Это один из футбольных лидеров своего региона.
Команда может похвастаться бывшими игроками национальной команды, например, Директор Чикумбудзи, Зара Раманоко, Рио Масваби и Кокорико Ммэсэ.
Некоторые из игроков БДФ XI, все еще выступают в составе сборной, например, Модири Мару, который в настоящее время выступает в южноафриканском Полокване Сити.

## Достижения
- Премьер-лига Ботсваны
  - Чемпион (6): 1981, 1988, 1989, 1997, 2002, 2004
  - Серебряный призер (6): 1991, 1998, 1999, 2000/01, 2005/06, 2013/14
  - Бронзовый призер (3): 1999/2000, 2006/07, 2012/13

- Кубок вызова Футбольной ассоциации Ботсваны
  - Победитель (3): 1989, 1998, 2004
  - Финалист (3): 1991, 1995, 2005, 2006, 2009

- Кубок независимости Ботсваны
  - Победитель (2): 2001, 2002
  - Финалист (1): 2004

- Маском Топ-8 Кап
  - Победитель (1): 2013/14
  - Финалист (1): 2012/13

## Статистика выступлений на континентальных турнирах
| Сезон | Турнир                       | Раунд           | Клуб               | Дома  | На выезде | Итог       |
| ----- | ---------------------------- | --------------- | ------------------ | ----- | --------- | ---------- |
| 1982  | Кубок африканских чемпионов  | 1               | Дайнамоз           | 1-2   | 2-2       | 3-4        |
| 1989  | Кубок африканских чемпионов  | Предварительный | Матлама            | 1-1   | 1-4       | 2-5        |
| 1990  | Кубок африканских чемпионов  | Предварительный | АС Сотема          | 2-1   | 0-1       | 2-2 (в.г.) |
| 1992  | Кубок африканских чемпионов  | Предварительный | Мбабане Хайлендерс | 1-1   | 0-1       | 1-2        |
| 1998  | Лига чемпионов КАФ           | Предварительный | Телеком Уондерерз  | 1-1   | 0-3       | 1-4        |
| 1999  | Кубок обладателей кубков КАФ | Предварительный | ФК «Дживан»        | 3-1   | 0-0       | 3-1        |
| 1999  | Кубок обладателей кубков КАФ | 1               | Орландо Пайретс    | 1-3   | 0-6       | 1-9        |
| 2002  | Кубок КАФ                    | 1               | Кабве Уорриорз     | т.п.1 | т.п.1     | т.п.1      |
| 2002  | Кубок КАФ                    | 2               | Аль-Масри          | 4-2   | 0-2       | 4-4 (в.г.) |
| 2003  | Лига чемпионов КАФ           | Предварительный | Симба              | 1-3   | 0-1       | 1-4        |
| 2005  | Кубок Конфедерации КАФ       | Предварительный | Сонангол ду Намибе | 3-1   | 1-1       | 4-2        |
| 2005  | Кубок Конфедерации КАФ       | 1               | Сент-Элуа Лупопо   | 1-0   | 0-2       | 1-2        |
| 2015  | Кубок Конфедерации КАФ       | Предварительный | Янг Африканс       | 2-1   | 0-1       | 2-2 (в.г.) |

1- Кабве Уорриорз покинул турнир.